# Divine Teah
Divine Roosevelt Teah (* 19. April 2006) ist ein liberianischer Fußballspieler auf der Position eines Stürmers und offensiven Mittelfeldspielers.

## Karriere

### Karrierebeginn bis Saison 2020/21
Divine Teah wurde am 19. April 2006 geboren und wurde im Alter von zwölf Jahren vom damaligen Legionär und liberianischen Nationalspieler Sam Johnson bei dessen regelmäßigen Touren zu lokalen Nachwuchsvereinen entdeckt. Spätestens 2019 schloss er sich der Massa Football Academy an, nachdem sowohl Massa als auch Sam Johnson ihre Jugendfußballpartnerschaft beendet hatten. Im selben Jahr wurde Teah für eine halbe Saison an den Drittligisten Brewerville United verliehen. 2020 debütierte Teah in der Regionalauswahl des Montserrado County, als er beim Aufeinandertreffen der 15 Counties Liberias gegen das Gbarpolu County zum Einsatz kam. Noch im selben Jahr spielte Teah in der liberianischen U-17-Nationalelf, für die er am 12. März 2020 bei einem Freundschaftsturnier in Tansania zu seinem Teamdebüt kam. Im Juli desselben Jahres nahm er an einem U-16-Turnier, dem Petro Trade Cup, teil. Ebenfalls 2020 kam er als Leihspieler für eine halbe Saison beim Junior Professional FC zum Einsatz und vertrat das Nimba County beim alljährlichen Aufeinandertreffen der 15 liberianischen Counties.
Im Oktober 2020 beschuldigte die Massa Football Academy Wilmot Smith, einen Vizepräsidenten der Liberia Football Association, des Machtmissbrauchs, nachdem dieser den liberianischen U-17-Nationaltrainer Copper Sannah angewiesen haben soll, Teah aus dem Kader der liberianischen U-17-Junioren anlässlich eines freundschaftlichen Länderspiels gegen Sierra Leone zu streichen, nachdem Teah sich im Vorfeld geweigert hatte für Junior Professional zu spielen. Vorangegangen war laut Teah eine Irreführung durch die Vereinsverantwortlichen des Junior Professional FC, die dem Wunsch Teahs, eine volle Saison beim Klub spielen zu wollen, nicht nachgekommen waren und erst bei Vertragsunterzeichnung davon sprachen, dass er keine volle Saison für den Verein spielen könne. 2021 spielte Teah für den aus Paynesville, einem östlichen Vorort der Hauptstadt Monrovia, stammenden Massa FC erstmals in einem offiziellen Wettbewerb der Liberia Football Association, als er mit der Mannschaft an der Caryburgy Sub Association Community League (Drittklassigkeit) teilnahm. Kurz danach wurde er noch im selben Jahr für eine halbe Saison an den Go Blue Boys BYC FC (vier Monate) verliehen. Ab Juli 2021 trat er für den Nimba FC in der zweithöchsten Fußballliga Liberias in Erscheinung und belegte in seiner ersten Spielzeit mit dem Klub den zehnten Tabellenplatz, womit die Relegation nur knapp abgewandt werden konnte. In dieser Saison brachte es Divine Teah bei 23 Spielen auf elf Ligatore, drei Pokaltore, sowie 18 Assists und war am Ende der Meisterschaft einer der Nominierten in der Männerkategorie bei der Wahl zum Most Valuable Player anlässlich der Vergabe der LFA Awards 2021/22.

### Nationalteamdebüt und weitere Länderspieleinsätze ab 2022
Am 30. September 2021 gab der damals 15-Jährige sein offizielles Debüt in der A-Nationalmannschaft seines Heimatlandes, nachdem ihn der Nationaltrainer Peter Butler eine Woche zuvor in einen 20-Mann-Kader für ein freundschaftliches Länderspiel gegen Ägypten in Alexandria einberufen hatte. Im Spiel wurde er in der 73. Spielminute für Sampson Dweh eingewechselt. Anlässlich eines Trainingscamps in Antalya, Türkei, wurde er im März 2022 von Peter Butler für drei Freundschaftsspiele in ein 23-Mann-Aufgebot Liberias beordert. Während des Trainingscamps kam er in allen drei Spielen (gegen Benin, Sierra Leone und Burundi) zu Einsätzen in der Startformation. Bei der 1:2-Niederlage gegen Burundi am 29. März 2022 erzielte er nach Vorlage von Frank Allison in Minute 46 den Treffer zum späteren 1:2-Endstand. Vier Monate später war er Teil der liberianischen Nationalmannschaft, die an der Qualifikation zur Afrikanischen Nationenmeisterschaft 2023 teilnahm. Hierbei kam er in beiden Spielen der ersten Runde gegen den Senegal zu Einsätzen und schied mit der Mannschaft mit einem Gesamtergebnis von 2:4 frühzeitig aus.
Nachdem Mitte September 2022 der ehemalige liberianische Nationalspieler Thomas Kojo interimistisch das Traineramt bei den Lone Stars übernommen hatte, holte er wenige Tage später Teah für zwei freundschaftliche Länderspiele gegen den Niger und Ägypten ins liberianische Aufgebot. Am Ende kam der Offensivspieler nur beim Spiel gegen den Niger im Cairo International Stadium zu einem Kurzeinsatz; das Spiel gegen Ägypten verfolgte er uneingesetzt von der Ersatzbank aus. Im Vorfeld hatte Teah durch seine Leistungen (drei Tore bei vier Spielen) während des WAFU Zone A U-20 Tournament 2022 (im Zuge der Qualifikation zur U-20-Afrikameisterschaft 2023) in Mauretanien überzeugt.
In der Spielzeit 2022/23 gehörte er weiterhin dem liberianischen Zweitligisten Nimba FC an und war mit diesem abermals im hinteren Tabellenabschnitt angesiedelt, in dem das Team jedoch den Klassenerhalt schaffte. Ein Jahr nach seinem letzten Länderspieleinsatz kam Teah am 12. September 2023 bei einer 1:3-Niederlage Liberias gegen Ghana zum Einsatz, als er ab der 62. Minute Mohammed Sangare ersetzte und in Minute 91 nach Vorlage durch DZ Harmon den einzigen Treffer seiner Mannschaft erzielte. Einen Monat später kam er bei einem Vorbereitungsspiel gegen Libyen bereits von Beginn an zum Einsatz und wurde ab der 75. Minute durch Saah Moses junior ersetzt. Im Anschluss kam er im letzten Qualifikationsspiel zum Afrika-Cup 2024 gegen Marokko zum Einsatz, schaffte mit den Liberianern jedoch nicht die Qualifikation für das Turnier in der Elfenbeinküste. Noch im November desselben Jahres lief er bei der 0:1-Niederlage gegen Malawi und dem 3:0-Erfolg über Äquatorialguinea anlässlich der CAF-Qualifikation zur Weltmeisterschaft 2026 für sein Heimatland auf.

### Wechsel nach Schweden
Kurz nachdem Teah im April 2024 mit dem Nimba FC den direkten Klassenerhalt verpasst hatte und somit in die Relegation musste, gab der schwedische Erstligist Hammarby IF am 19. April 2024 die Verpflichtung des an diesem Tag 18 Jahre alt gewordenen Liberianers bekannt. Er unterschrieb dabei einen Vertrag mit einer Laufzeit von vier Jahren. Davor hatten laut Fabrizio Romano bereits andere internationale Vereine wie AC Mailand, Sporting Lissabon oder Bayer 04 Leverkusen den jungen Afrikaner, der es im Herbst 2023 in die Top-60-Talentliste des Guardian geschafft hatte, umworben. Unter Trainer Kim Hellberg saß er bereits am 7. Juli 2024 beim ersten Saisonspiel gegen GAIS Göteborg uneingesetzt auf der Ersatzbank und debütierte bereits in der darauffolgenden Runde gegen IFK Göteborg in der höchsten schwedischen Fußballliga, als er in Minute 85 für Bazoumana Touré eingewechselt wurde. Danach fand Teah unter Hellberg kaum Berücksichtigung und wurde bis Anfang Oktober 2024 zwar immer wieder eingesetzt, brachte es dabei jedoch nur zu sehr wenigen Spielminuten. Nachdem Teah diesbezüglich seine Unmut kundgetan hatte, wurde er noch im Oktober freigestellt – unter anderem auch aufgrund von Länderspielen – und bekam vom Verein die Möglichkeit, sich einen anderen Arbeitgeber zu suchen. Den einzigen Pflichtspieleinsatz über die volle Spieldauer absolvierte er im ersten Spiel Hammarbys im schwedischen Fußballpokal 2024/25 bei einem 6:1-Kantersieg über den Drittligisten IFK Stocksund.
Am 25. Oktober 2024 berichteten verschiedene Medien, dass Teah, der im vergangenen Frühjahr auch beim FC Liverpool, Manchester United, Manchester City, der AS Monaco und der KAA Gent im Gespräch war, kurze vor einem Wechsel zu Slavia Prag stehen würde. Die kolportierte Ablösesumme soll zwischen 30 und 35 Millionen schwedische Kronen betragen und könnte sich durch zusätzlich Boni auf 50 Millionen schwedische Kronen erhöhen. Davor war er im September und Oktober anlässlich der Qualifikation zum Afrika-Cup 2025 zu weiteren vier Länderspieleinsätzen für Liberia gekommen. Mit seinem Heimatland konnte er kein einziges der vier Spiele gewinnen und rangiert zu diesem Zeitpunkt abgeschlagen auf dem vierten Platz der Gruppe E. Am 31. Oktober 2024 wurde der Wechsel des 18-Jährigen zum tschechischen Hauptstadtklub mit 1. Januar 2025 bekanntgegeben; als Ablösesumme wurden umgerechnet 3,5 Millionen Euro (exkl. Bonuszahlungen) genannt. Im November 2024 kam Teah auch noch in den beiden letzten WM-Qualifikationsspielen gegen Togo und Algerien zum Einsatz. Ein Sieg gegen Togo änderte auch nichts an der Tabellenposition der Liberianer, die als Letzter der Gruppe E keine Chance auf eine Qualifikation zur WM-Endrunde hatten.